# Gefecht bei Avesnes-le-Sec
1792

Porrentruy – Marquain – Quiévrain – Verdun – Thionville – Valmy – Lille – Mainz (1792) – Jemappes
1793

Aldenhoven I – Namur – Neerwinden – Mainz (1793) – Famars – Valenciennes (1793) – Arlon (1793) – Hondschoote – Meribel – Avesnes-le-Sec – Pirmasens – Toulon – Fontenay-le-Comte – Cholet – Lucon – Trouillas – Dünkirchen – Le Quesnoy – Menin I – Wattignies – Weißenburg I – Biesingen – Kaiserslautern I – Weißenburg II
1794

Boulou – Landrecis – Menin II – Mouscron – Martinique – Guadeloupe – Tourcoing – Tournai – Kaiserslautern II – San-Lorenzo de la Muga – 13. Prairial – Fleurus – Kaiserslautern III – Vosges – Aldenhoven II
1795

Cornwallis’ Rückzug – Genua – Groix – Hyeres – Handschuhsheim – Mainz (1795) – Mannheim – Loano
1796

Montenotte – Millesimo – Dego – Mondovì – Lodi – Borghetto – Castiglione – Mantua – Siegburg – Altenkirchen – Wetzlar – Kircheib – Kehl – Kalteiche – Friedberg  – Malsch – Neresheim – Sulzbach – Deining – Amberg – Würzburg – Neufundland – Rovereto – Bassano – Limburg – Biberach I – Emmendingen – Schliengen – Caldiero – Arcole – Irland
1797

Fall von Kehl – Rivoli (1797) – St. Vincent – Diersheim – Santa Cruz – Neuwied – Camperduin
Das Gefecht bei  Avesnes-le-Sec vom 12. September 1793 fand zu Beginn des ersten Koalitionskrieges statt. Es endete mit einem klaren Sieg der Österreicher über die Franzosen. Es galt als bedeutendes Kavalleriegefecht, hatte jedoch kaum strategische Auswirkungen.

## Vorgeschichte
Der Prinz von Sachsen-Coburg hatte nach der Schlacht von Famars die Festung Valenciennes vollständig eingeschlossen und Ende Juli 1793 zur Übergabe gezwungen, zur Sicherung seiner südlichen Flanke befahl er den Truppen unter Graf Clerfait auch Quesnoy zu belagern. Infolge der Schlacht bei Hondschoote zwang die französische Nordarmee den Truppen des Herzogs von York die Belagerung von Dünkirchen aufzugeben. Die französischen Revolutionstruppen waren anfangs zu schwach, um auch die Blockade von Le Quesnoy nachhaltig zu stören, zogen jetzt aber mit 8000 Mann Linientruppen als Entsatz heran. Der rechte Flügel der französischen Nordarmee marschierte am 12. September in drei Kolonnen in Richtung Le Quesnoy. Die stärkste dieser Kolonnen bestand aus zehn Bataillonen, 20 Geschützen und einer kleinen Abteilung Kavallerie. Diese rückte aus Richtung Cambrai gegen Le Quesnoy vor. Der Übergang über den Fluss Selle bei Saulzoir wurde durch das Detachement des österreichischen Oberst Johann von Liechtenstein gesichert. Dieser verfügte zu dem Zeitpunkt über fünf Kompanien Infanterie und einige Schwadron Kavallerie. Der Fürst verteidigte die Stellung, bis General Bellegarde mit vier Bataillonen und sechs Schwadronen zur Unterstützung als Verstärkung herangekommen war. Daraufhin begannen sich die Franzosen geordnet in Richtung Avesnes-le-Sec zurückzuziehen.

## Verlauf
Der österreichische Befehlshaber Feldzeugmeister von Hohenlohe-Kirchberg ließ die Franzosen mit etwa 2000 Kavalleristen verfolgen. Bei Avesnes-le-Sec formierten sich die Franzosen mit zwei Karrees eine Abwehrstellung, dazwischen wurden mehrere Geschütze postiert. Oberst von Liechtenstein griff mit dem Cheveaulegerregiment Kinsky die Front der gegnerischen Stellung an, während FML Bellegarde mit den Kaiserhusaren die rechte Flanke angriff. Einige Schwadronen der Nassau-Kürassiere und Husaren der französischen Emigranten-Legion griffen im Rücken an. Trotz heftigen Gewehr- und Geschützfeuer seitens der Franzosen konnten die kaiserlichen Reiter nicht aufgehalten werden. Durch den Angriff von mehreren Seiten, verloren die Geschütze ihre Gefahr. Die Stellungen der Franzosen wurden aufgebrochen. Auch ihr Versuch, sich neu zu sammeln, scheiterte. Nur etwa 1000 Franzosen entkamen. Etwa 2000 gerieten in Gefangenschaft. Eine große Zahl war gefallen. Die österreichischen Verluste betrugen nur 69 Mann.
Insgesamt hatte das Gefecht für den Kriegsverlauf keine nennenswerte Bedeutung. Immerhin entlastete der Sieg die kaiserlichen Truppen. Der Prinz von Sachsen-Coburg konnte nach der Kapitulation von Quesnoy, den in Flandern bedrängten Engländern Truppen zur Unterstützung senden. Am 29. September wechselte die Armee Coburgs zwischen Berlaimont und Maubeuge auf das rechte Ufer der Sambre und schloss die dortige Festung ein.